# بولدیروو
بولدیروو (به لاتین: Boldyrevo) یک منطقهٔ مسکونی در روسیه است که در استان آستراخان واقع شده‌است.